# Pasmaditta jungermanniae
Pasmaditta jungermanniae es una especie de molusco gasterópodo de la familia Punctidae en el orden de los Stylommatophora.

## Distribución geográfica
Es  endémica de Australia.

## Hábitat
Su hábitat natural son: bosques templados y zonas rocosas.

## Estado de conservación
Se encuentra amenazada de extinción por la pérdida de su hábitat natural.